# Pesso-Therapie
Pesso Boyden System Psychomotor (PBSP) ist eine Form der körperorientierten Psychotherapie, die seit Anfang der 1960er-Jahre von Albert Pesso (* 19. September 1929; † 19. Mai 2016) und Diane Boyden-Pesso (* 8. August 1929; † 4. März 2016) entwickelt wurde. Sie verfolgt einen eigenen ganzheitlichen Ansatz, der auch Elemente analytischer, kognitiver, humanistischer und systemischer Psychotherapie umfasst. Im deutschsprachigen Raum ist die Bezeichnung Pesso-Therapie oder Pesso-Psychotherapie üblich.

## Die Methode

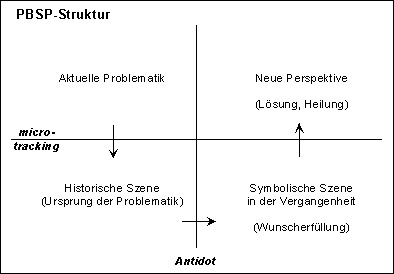
Ablauf einer PBSP-Struktur

In der Pesso-Therapie werden die Folgen von
- entwicklungsgeschichtlichen Defiziten,
- Verletzungen oder Traumata und von
- Lücken im System der Ursprungsfamilie

behandelt.
Im Verlauf einer therapeutischen Sitzung wird eine sogenannte Struktur entwickelt, in der der Klient/die Klientin mit Hilfe von Idealen Figuren die Möglichkeit erhält, heilende Alternativen zu den prägenden frühen Erfahrungen zu entwerfen und so symbolisch die Befriedigung der Grund-Entwicklungsbedürfnisse zu erleben und neue emotionale Erfahrungen zu machen. Im Rahmen einer Gruppe geschieht dies im Rollenspiel; im Setting einer Einzeltherapie werden Gegenstände verwendet oder es wird mit Imagination gearbeitet.